# Jacques Chaumier

Jacques Chaumier (1936) es un informatólogo y documentalista teórico francés. Es uno de los autores pioneros de la disciplina Lingüística documental.

## Vida y obra
Jacques Chaumier tomó contacto en el mundo de la Documentación en el Instituto Nacional de Técnicas Documentales de París, centro donde se diplomó; y se incorporó al Instituto van Dijk, lugar donde llegó a alcanzar la presidencia en 1985. Ha participado en numerosos proyectos de planificación, diseño y desarrollo de numerosos sistemas de información, tanto en Francia como en el extranjero.
Sus teorías en el campo de la Información y Documentación han influenciado notablemente en toda la literatura científica posterior, especialmente en el campo del análisis documental, la indización y el resumen científico. A finales de la década de los 70, Chaumier reformula el proceso documental que enunció Edith Ditmas, para bautizarla como Cadena Documental ya que, en lugar de proceso, Chaumier entiende que aquel se lleva a cabo a través de una serie de eslabones articulados y unidos. Estos eslabones serían tres:
- 1.- Entrada, donde se realizarían las labores de selección, adquisición y registro de documentos.
- 2.- Tratamiento, donde se realizaría las labores de análisis y búsqueda o recuperación de información.
- 3.- Salida, donde se realizaría la difusión de la información.

Jacques Chaumier postula que el análisis documental es una tarea intelectual donde se reelabora el documento original y se obtiene documentos secundarios como puedan ser los resúmenes. Este proceso (el análisis documental) tan solo comprende al análisis de contenido, como la extracción del mensaje informativo del documento plasmado en un texto, imagen, sonido o multimedia. Mientras que el análisis formal o catalogación, quedaría fuera. Esta postura se enmarca dentro de la corriente llamada Restringida muy difundida en el ámbito documental francés, donde establecen la dicotomía del documento entre continente y contenido.
Además, Chaumier definió la indización desde dos puntos de vista: como proceso, donde se realizaría la descripción y la caracterización del contenido del documento con la ayuda de las representaciones de los conceptos; y como finalidad, donde se posibilita la recuperación de información almacenada en el sistema.
En el campo del resumen documental, al que Chaumier denomina condensación, lo define como la operación por la que se abrevia el contenido de un documento y se lo representa mediante cierto número de operaciones que expresan la sustancia. Jacques Chaumier distinguió por primera vez los resúmenes según sea su forma; es decir, podían ser:
- 1.- Indicativos: aquellos que señala brevemente los temas del documento.
- 2.- Informativos: aquellos que ofrecen la descripción completa del documento, por lo que incluye objetivos, metodología y conclusiones.
- 3.- Críticos: aquellos que realizan además una valoración del documento en sí.

Esta última categoría que expresa Chaumier, ha sido rebatida por numerosos autores que consideran que el resumen crítico no es un resumen científico.
Jacques Chaumier es autor de numerosas artículos y monografías, entre ellas:
- Análisis y lenguajes documentales (1986)
- Técnicas de documentación y archivo (1993)